# گروه ۶ (اروپا)

اعضای G6

G6 (گروه شش) در اتحادیه اروپا گروهی غیررسمی متشکل از وزرای کشور شش کشور اروپایی—فرانسه، آلمان، ایتالیا، لهستان، اسپانیا، و بریتانیا (دیگر به عنوان پیامد برگزیت نیست)—با بیشترین جمعیت و در نتیجه با اکثریت آرا در شورای اتحادیه اروپا. G6 در سال ۲۰۰۳ به عنوان G5 برای مقابله با مهاجرت، تروریسم و اجرای قانون و نظم تأسیس شد. در سال ۲۰۰۶، لهستان به این گروه پیوست و آن را به G6 تبدیل کرد. در ۲۹ مارس ۲۰۱۷، بریتانیا ماده ۵۰ را اجرا کرد و در ۳۱ ژانویه ۲۰۲۰ اتحادیه اروپا را به‌طور کامل ترک کرد، به G6 پایان داد و G5 را بدون بریتانیا آغاز کرد.
| G6       | G6          | G6          | G6          | G6                                   |
| کشور عضو | جمعیت       | آرا در شورا | آرا در شورا | یادداشت‌ها                            |
| -------- | ----------- | ----------- | ----------- | ------------------------------------ |
| آلمان    | ۸۳٬۳۱۴٬۹۰۶  | ۲۹          | ۸٫۴٪        |                                      |
| فرانسه   | ۶۵٬۰۲۷٬۰۰۰  | ۲۹          | ۸٫۴٪        |                                      |
| انگلستان | ۶۳٬۱۸۲٬۰۰۰  |             |             | در سال ۲۰۲۰ اتحادیه اروپا را ترک کرد |
| ایتالیا  | ۶۰٬۰۰۰٬۰۶۸  | ۲۹          | ۸٫۴٪        |                                      |
| اسپانیا  | ۴۷٬۰۱۶٬۸۹۴  | ۲۷          | ۷٫۸٪        | در سال ۲۰۰۳ پیوست                    |
| لهستان   | ۳۸٬۱۱۶٬۰۰۰  | ۲۷          | ۷٫۸٪        | در سال ۲۰۰۶ پیوست                    |
| مجموع    | ۳۴۸٬۶۵۸٬۵۲۷ | ۱۷۰         | ۴۹٫۳٪       |                                      |

بر پایه ستون سوم اتحادیه اروپا، همکاری پلیس و قضایی در امور کیفری، قدرت‌ها عمدتاً بین دولتی هستند. این تنها حوزه سیاست اتحادیه اروپا است که در آن هیچ انحصاری کمیسیون برای پیشنهاد قانون وجود ندارد. در سایر حوزه‌های سیاستی، کمیسیون معمولاً می‌تواند تعادل بین دولت‌ها ایجاد کند، اما در این یکی، G6 نفوذ زیادی بر کمیسیون دارد.
نیکلا سارکوزی از گروه ۶ خواسته است که اتحادیه را در پی کاهش قدرت فرانسه و آلمان پس از گسترش اتحادیه اروپا در سال ۲۰۰۴ رهبری کند. فقدان شفافیت و پاسخگویی G6 توسط تعدادی از چهره‌ها مورد انتقاد قرار گرفته است، به ویژه در گزارشی در سال ۲۰۰۶ توسط مجلس اعیان بریتانیا.